# Adiponectina
Adiponectina (também chamada de  GBP-28, apM1, AdipoQ e Acrp30) é uma proteína gene ADIPOQ.

## Função
Adiponectina é um hormônio proteico que modula vários processos metabólicos, incluindo a regulação da glicemia e o catabolismo de ácidos graxos. A adiponectina é exclusivamente secretada do tecido adiposo na corrente sanguínea e seus níveis no plasma sanguíneo estão inversamente relacionados com o percentual de gordura corporal em adultos, enquanto esta associação não está bem definida em crianças. Este hormônio tem um papel na supressão de eventos metabólicos que podem causar Diabetes tipo 2, obesidade, aterosclerose, Doença hepática gordurosa não alcoólica, e Síndrome Metabólica.
Adiponectina é secretada na corrente sanguínea, onde representa cerca de 0,01% de todas as proteínas plasmáticas. Há um dimorfismo sexual em suas concentrações plasmáticas, com mulheres tendo níveis superiores aos dos homens. Os níveis de adiponectina estão reduzidos em diabéticos, se comparados aos não-diabéticos. A perda de peso corporal aumenta significativamente a concentração deste hormônio no plasma.
A adiponectina exerce parte de seus efeitos de perda de peso pelo cérebro. Esta ação é similar a da leptina, mas os dois hormônios tem ações complementares, e podem ter efeitos aditivos.

## Efeitos metabólicos
Efeitos da Adiponectina:
- Fluxo de glicose
  - gliconeogênese
  - Captação de glicose[2][6][7]
- Catabolismo lipídico[7]
  - β-oxidação;[6]
  - Clearance de triglicerídeos;[6]
- Proteção contra disfunção endotelial (importante no combate da aterosclerose);
- Sensibilidade à insulina;
- Perda de peso;
- Controle do metabolismo energético.[7]